# مايفيتسا
مايفيتسا (بالبوسنوية: Majevica)‏، هي سلسلة جبلية منخفضة الارتفاع تقع شمال شرق البوسنة والهرسك، وبالضبط بين مناطق سيمبريا و‌بوسافينا و‌كانتون توزلا.